# غاريفونيون
غاريفونيون (بالإنجليزية: Garifuna people)‏ هي مجموعة عرقية في أفريقيا يبلغ تعدادها 600,000 نسمة.